# Sedat Artuç
Sedat Artuç   (Bitlis, 9 de juny de 1976) és un aixecador de peses turc, ja retirat, que va competir durant les dècades de 1990 i 2000.
El 2004 va prendre part en els Jocs Olímpics d'Estiu d'Atenes, on va guanyar la medalla de bronze en la categoria del pes gall del programa d'halterofília. Quatre anys més tard, als Jocs de Pequín, disputà, sense sort, la mateixa prova.
En el seu palmarès també destaca una medalla de bronze al Campionat del món d'halterofília de 2003, i quatre medalles al Campionat d'Europa d'halterofília, dues d'or i dues de plata, entre les edicions del 1998 i 2005. També guanyà diverses medalles als Jocs del Mediterrani.